# بيرة (فاروج)
بيرة (بالفارسية: پیره) هي مستوطنة تقع في منطقة سانجار الريفية (Sangar Rural District) في إيران. يقدر عدد سكانها بـ 51 نسمة بحسب إحصاء 2016.